# Nick Muller
Nick Muller (Doetinchem, 2 maart 1992) is een Nederlands journalist.
Muller studeerde Journalistiek aan Hogeschool Windesheim in Zwolle en Nederlandse Taal en Cultuur aan de Universiteit van Amsterdam.
In 2012 begon hij zijn journalistieke loopbaan bij HP/De Tijd, waarvan hij sinds 2020 de online hoofdredacteur is en waarvoor hij maandelijks een groot interview schrijft. Verder schrijft hij als freelancer onder meer voor de VARAgids en Playboy. 
In 2015 verscheen zijn boek Gedichten die mannen aan het huilen maken, waarin ruim zestig prominente mannen werden geïnterviewd over het gedicht dat hen de tranen naar de ogen jaagt. 
In 2022 maakte hij samen met Felix Huygen een compilatie van de mooiste interviews uit de rubriek 'Zelfportret' in HP/De Tijd. In het boek werden twee interviews van zijn hand opgenomen: het laatste interview met Mies Bouwman en het laatste interview met Dries van Agt.